# Erannis postgrisescens
Erannis postgrisescens là một loài bướm đêm trong họ Geometridae.